# Escut de Juncosa
L'escut oficial de Juncosa té el següent blasonament:
Escut caironat: d'argent, una rella de sable. Per timbre, una corona mural de poble.

## Història
Va ser aprovat el 15 de març de 1990 i publicat en el DOGC el 28 de març del mateix any amb el número 1273.
La rella és un senyal tradicional de l'escut de Juncosa, relacionada amb el fet que el poble es dedica essencialment a l'agricultura; en són els conreus principals l'oliva, els cereals i l'ametlla.